# A-lan-nah
A-lan-nah je treći studijski album kanadske pjevačice Alannah Myles. 

## Popis pjesama
1. "Mistress of Erzulie" – (4:48)
2. "Blow Wind Blow" – (4:18)
3. "Family Secret" – (5:19)
4. "Mother Nature" – (4:04)
5. "Irish Rain" – (4:23)
6. "Dark Side of Me" – (3:43)
7. "Simple Man's Dream" – (4:31)
8. "Lightning in a Bottle" – (4:32)
9. "Keeper of My Heart" – (3:57)
10. "Do You Really Want to Know Me" – (2:34)
11. "Everybody's Breaking Up" – (4:39)
12. "Sally Go 'Round the Roses" - (2:49)